# Natsuki Tamura

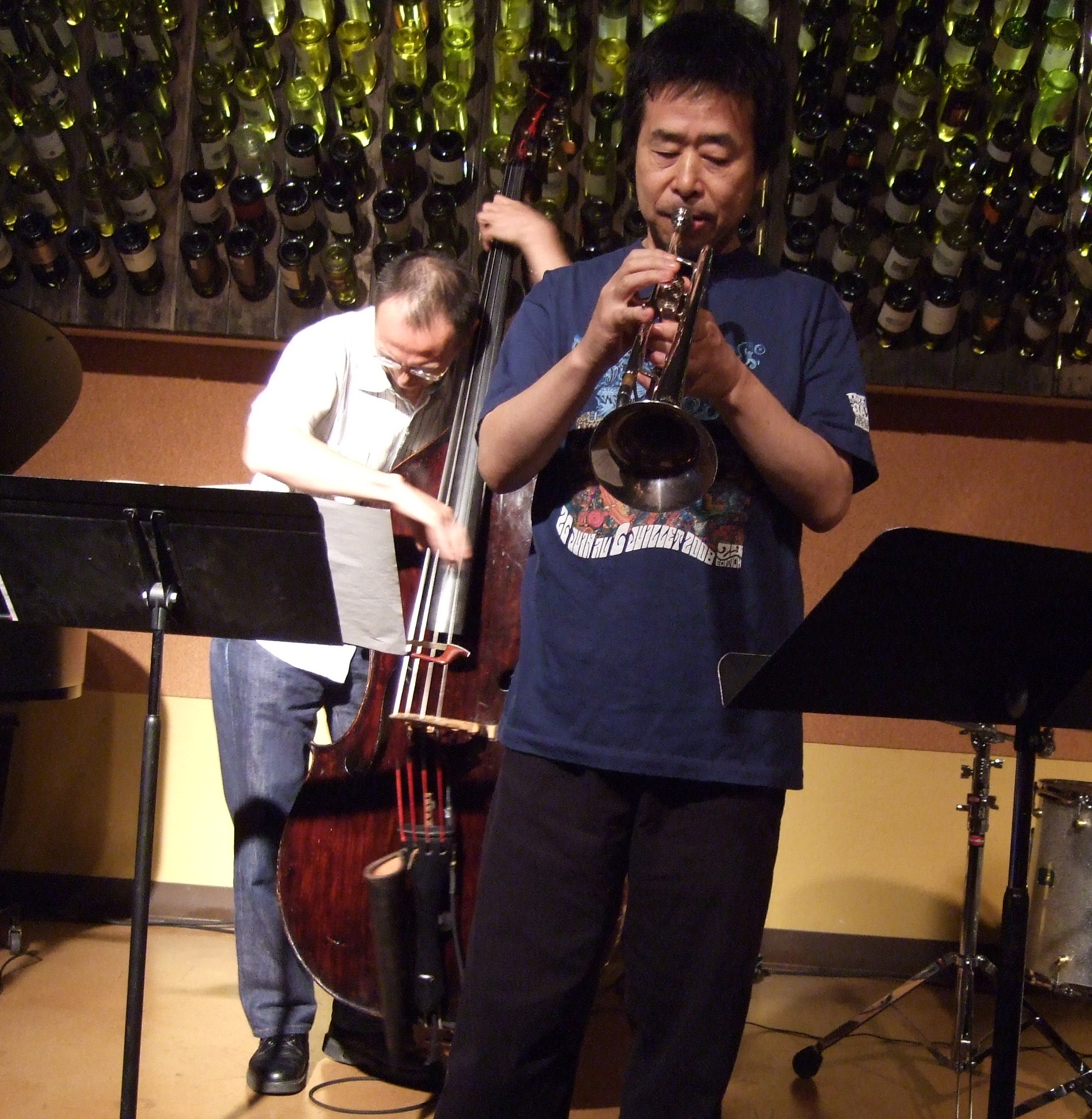
Natsuki Tamura (2008)

Natsuki Tamura (jap. 田村 夏樹; Tamura Natsuki, * 26. Juli 1951 in Ōtsu, Präfektur Shiga) ist ein japanischer Jazztrompeter und Komponist.

## Leben und Wirken
Natsuki Tamura spielte während seiner Schulzeit in einer Bläserband. Nach seiner Graduierung gehörte er als professioneller Musiker verschiedenen Ensembles an, wie dem World Sharps Orchestra, Consolation, dem Skyliners Orchestra, New Herd Orchestra, Music Magic Orchestra und den Formationen seiner späteren Frau, der Pianistin Satoko Fujii. Tamura trat zwischen 1973 und 1982 auch in verschiedenen japanischen Fernsehshows auf, wie The Best Ten, Music Fair und Kirameku Rhythm. 1986 zog er in die Vereinigten Staaten, um am Berklee College of Music in Boston zu studieren; nach seiner Rückkehr nach Japan unterrichtete er an der Yamaha-Musikschule und an privaten Trompetenstudios in Tokio und Saitama.
Nach einem weiteren USA-Aufenthalt arbeitet er mit verschiedenen Bandprojekten, wie dem Improvisationsquartett Gato Libre, und eigenen Gruppen sowie im Duo mit seiner Frau (In Krakow, In November, 2006) und als Solist. Aufnahmen erschien bei Leo Records (A Song for Jyaki), Buzz, Libra und NatSat. Stilistisch ist Tamura von Hugh Ragin, Roy Campbell, Wadada Leo Smith, Toshinori Kondō, Don Cherry und Lester Bowie beeinflusst. Er arbeitete außerdem mit Masahiko Satō, dem Rova Saxophone Quartet, Larry Ochs, der Juggernaut Jug Band, Misha Mengelberg, Angelo Verploegen, Chris Brown, Jimmy Weinstein, Elliott Sharp, Paul Bley, Takayuki Katō, Takaaki Masuko, Ryōjirō Furusawa und der Band Junk Box. Weiterhin produzierte er Alben von Satoko Fujii.

## Diskographische Hinweise
- 1996 – How Many? (Vivid Soun) mit Satoko Fujii
- 1999 – White & Blue (Libra) mit Jim Black und Aaron Alexander
- 1997 – A Song for Jyaki (Leo) solo
- 2003 – Hada Hada (Libra) mit Satoko Fujii
- 2004 – Ko Ko Ko Ke (NatSat)
- 2005 – Gato Libre: Strange Village (Libra) mit Satoko Fujii, Kazuhiko Tsumura und Norikatsu Koreyasu
- 2005 – In the Tank (Libra) mit Elliott Sharp
- 2006 – Junk Box: Fragment (Libra) mit Satoko Fujii und John Hollenbeck
- 2008 – Chun (Libra) mit Satoko Fujii
- 2010 – First Meeting - Cut The Rope (Libra) mit Satoko Fujii, Kelly Churko und Tatsuhisa Yamamoto
- 2012 – Gato Libre: Forever (Libra) mit Satoko Fujii, Norikatsu Koreyasu und Kazuhiko Tsumura
- 2018 – Kaze: Atody Man (2018), mit Satoko Fujii, Christian Pruvost, Peter Orins
- 2020 – Natsuki Tamura, Satoko Fujii, Ramón López: Mantle (Not Two Records)
- 2023 – Kaze & Ikue Mori: Crustal Movement (Circum-Libra Records)
- 2024 – Kaze: Unwritten (Libra)
- 2024 – Natsuki Tamura & Jim Black: NatJim (Libra)
- 2024 – Satoko Fujii, Natsuki Tamura: Aloft (Libra)